# Franco Migliacci
Francesco Migliacci, detto Franco (Mantova, 28 ottobre 1930 – Roma, 15 settembre 2023), è stato un paroliere, produttore discografico, attore, editore musicale e talent scout italiano.
In alcuni casi si è firmato usando lo pseudonimo Camucia.

## Biografia

### Gli inizi

Franco Migliacci nel 1953.

Segue tutti gli studi a Firenze dove la sua famiglia si era stabilita. Qui viene notato a un concorso per giovani attori che gli fa vincere un soggiorno di tre giorni a Cinecittà e un modesto ruolo in un film di Nino Taranto.
Decide quindi di trasferirsi definitivamente a Roma e nel mondo del cinema dove lavora facendo la comparsa o partecipando a piccole parti in circa 18 pellicole.
Comincia quindi a lavorare negli sceneggiati per la televisione (fra cui ne Il marziano Filippo, destinato alla TV dei ragazzi) e in numerosi radiodrammi.
Diventa illustratore per Il Pioniere diretto da Gianni Rodari.

### Nel blu dipinto di blu: il successo
Finalmente nasce la prima idea di Migliacci nel giugno del 1957. In una giornata che si prospetta negativa, Migliacci, preso dallo sconforto, ha un'intuizione: mandare "a quel paese il mondo" dipingendosi le mani e la faccia di blu per sparire nel blu, dipinto di blu. Modugno si entusiasma all'idea e alle prime parole di Migliacci. Durante sei mesi di lavoro, Modugno ha l'intuizione del ritornello "Volare oh oh", accompagnato dal gesto liberatorio delle braccia spalancate come se fossero ali. Nel 1958 viene pubblicata la canzone Nel blu dipinto di blu, presentata al Festival di Sanremo, dove si classifica al primo posto, e all'Eurovision Song Contest (in programma a Hilversum, Paesi Bassi), dove si classifica al terzo posto, diventando in brevissimo tempo un successo planetario.
Volare è soltanto la prima tappa di una lunga collaborazione con Modugno che continuerà con brani di grande successo come Pasqualino Maragià, Io e Farfalle.
Nel 1960 interrompe la collaborazione con Modugno cominciando a lavorare come "battitore libero".
Scrive in questo periodo per Mina, Milva, Gianni Meccia (del quale è anche scopritore e produttore), Fred Bongusto, Rita Pavone, Giancarlo Guardabassi e Patty Pravo, ma i successi più grandi arrivano con Gianni Morandi, per il quale scrive successi come Andavo a cento all'ora, Fatti mandare dalla mamma a prendere il latte, In ginocchio da te e soprattutto C'era un ragazzo che come me amava i Beatles e i Rolling Stones.

### Gli anni settanta
Intanto lavora anche come doppiatore, diventando il primo doppiatore italiano di Klaus Kinski.
Negli anni settanta scrive per Nada Il cuore è uno zingaro (che vincerà in coppia con Nicola di Bari il Festival di Sanremo 1971) e Ma che freddo fa.
Nel 1971 ottiene un nuovo successo scrivendo il testo di Che sarà, canzone composta da Jimmy Fontana, dedicata alla città di Cortona (paese toscano da cui proviene la famiglia), e interpretata da José Feliciano e dai Ricchi e Poveri, seconda classificata nel Festival di Sanremo 1971.
Produce il primo Lp di Renato Zero e scrive il musical Jacopone da Todi per Gianni Morandi.
Insieme a Morandi fonda le edizioni musicali Mimo e la casa discografica MiMo; il nome deriva appunto dalle iniziali dei cognomi di Migliacci e Morandi.

### Gli anni ottanta e novanta
Negli anni ottanta scrive per Eduardo De Crescenzo i testi dei suoi primi due album e del brano Ancora, che verrà portato al successo in Europa da Charles Aznavour. David Bowie, Barry White e i Gipsy King negli anni ottanta propongono le loro versioni di Nel blu dipinto di blu, portando il brano nuovamente nelle vette delle classifiche europee e d'oltreoceano.
Sempre negli anni ottanta produce Scialpi portandolo al successo con Rocking Rolling (vincitore del Festivalbar Discoverde del 1983) e Pregherei (vincitore del Festivalbar del 1988, in coppia con Scarlett von Wollenmann).
Firma sigle di cartoni animati come Daltanious, Heidi, Le nuove avventure di Lupin III e Mazinga.
Nel 1985 scrive il testo del brano Uno su mille per Gianni Morandi che ritroverà un grande rilancio grazie anche a un testo che sembra dipingere alla perfezione un momento della vita e stati d'animo vissuti da Morandi stesso. Gli Articolo 31 scriveranno qualche anno più tardi il brano Come uno su mille che prenderà spunto dal successo di Morandi.
Nel 1994 collabora alla realizzazione dell'album d'esordio di Ambra Angiolini T'appartengo. Nel 2009 Franco Migliacci riceve ad Aulla il premio Lunezia quale coautore della celeberrima "Volare", oltre che per la sua lunga carriera.

### L'impegno alla SIAE
Viene nominato nel 2003 presidente della SIAE, con alcune polemiche in quanto verrà ritenuto da alcuni iscritti come Gino Paoli non rappresentativo; presenterà le dimissioni dalla carica due anni dopo.

### La morte
Muore in una clinica romana il 15 settembre 2023, all'età di 92 anni; dopo tre giorni è stato celebrato, in forma privata, il funerale a Roma.

## Vita privata
Era sposato con Gloria Wall con la quale ha avuto tre figli: Francesco Junior, Ernesto e Laura. Francesco Junior ha sposato Barbara Gimmelli, sorella gemella di Daniela, consorte di Mogol.

## Canzoni scritte da Franco Migliacci
| Anno | Titolo                                                          | Autori del testo                                                 | Autori della musica                                           | Interpreti                                       |
| ---- | --------------------------------------------------------------- | ---------------------------------------------------------------- | ------------------------------------------------------------- | ------------------------------------------------ |
| 1958 | Nel blu dipinto di blu                                          | Franco Migliacci e Domenico Modugno                              | Domenico Modugno                                              | Domenico Modugno e Johnny Dorelli                |
| 1958 | Io                                                              | Franco Migliacci e Domenico Modugno                              | Domenico Modugno                                              | Domenico Modugno                                 |
| 1958 | Pasqualino maragià                                              | Franco Migliacci e Domenico Modugno                              | Domenico Modugno                                              | Domenico Modugno                                 |
| 1959 | Farfalle                                                        | Franco Migliacci e Domenico Modugno                              | Domenico Modugno                                              | Domenico Modugno                                 |
| 1959 | Tintarella di luna                                              | Franco Migliacci                                                 | Bruno De Filippi                                              | Mina e I Campioni                                |
| 1960 | Libero                                                          | Franco Migliacci e Domenico Modugno                              | Domenico Modugno                                              | Domenico Modugno e Teddy Reno                    |
| 1960 | Un delitto perfetto d'amor                                      | Franco Migliacci                                                 | Flavio Carraresi                                              | Maria Monti                                      |
| 1960 | Pissi pissi, bao bao                                            | Franco Migliacci                                                 | Gianni Meccia                                                 | Gianni Meccia                                    |
| 1960 | Più sola                                                        | Franco Migliacci                                                 | Domenico Modugno                                              | Domenico Modugno                                 |
| 1960 | Olympia                                                         | Franco Migliacci                                                 | Domenico Modugno                                              | Domenico Modugno                                 |
| 1960 | Nel bene e nel male                                             | Franco Migliacci e Domenico Modugno                              | Domenico Modugno                                              | Domenico Modugno                                 |
| 1960 | Hello amore                                                     | Franco Migliacci e Domenico Modugno                              | Domenico Modugno                                              | Domenico Modugno                                 |
| 1960 | Selene                                                          | Franco Migliacci e Domenico Modugno                              | Domenico Modugno                                              | Domenico Modugno                                 |
| 1960 | Notte lunga notte                                               | Franco Migliacci                                                 | Enrico Polito                                                 | Domenico Modugno                                 |
| 1960 | Te quiero qua qua                                               | Franco Migliacci                                                 | Gianni Marchetti                                              | Miranda Martino                                  |
| 1960 | Il pullover                                                     | Franco Migliacci                                                 | Gianni Meccia                                                 | Gianni Meccia                                    |
| 1961 | Patatina                                                        | Franco Migliacci e Gianni Meccia                                 | Gianni Meccia                                                 | Gianni Meccia e Wilma De Angelis                 |
| 1961 | Indovina, indovina                                              | Franco Migliacci                                                 | Enrico Polito                                                 | Rosario Borelli                                  |
| 1961 | L'ultima lettera                                                | Franco Migliacci e Gianni Meccia                                 | Gianni Meccia                                                 | Gianni Meccia                                    |
| 1961 | Dove c'era una volta                                            | Franco Migliacci e Gianni Meccia                                 | Enrico Polito                                                 | Gianni Meccia                                    |
| 1961 | Io lavoro                                                       | Franco Migliacci                                                 | Gianni Meccia                                                 | Gianni Meccia                                    |
| 1962 | Notte infinita                                                  | Franco Migliacci                                                 | Cravero, Peter Tevis                                          | Peter Tevis                                      |
| 1962 | La ragazza di Via Frattina                                      | Franco Migliacci                                                 | Gianni Meccia                                                 | Gianni Meccia                                    |
| 1962 | Addio....addio                                                  | Franco Migliacci e Domenico Modugno                              | Domenico Modugno                                              | Domenico Modugno e Claudio Villa                 |
| 1962 | Quattro vestiti                                                 | Franco Migliacci                                                 | Ennio Morricone                                               | Milva                                            |
| 1962 | Quello che è stato è stato                                      | Franco Migliacci                                                 | Jimmy Fontana                                                 | Jimmy Fontana                                    |
| 1962 | Meglio il madison                                               | Franco Migliacci (Camucia)                                       | Luis Bacalov                                                  | Gianni Morandi                                   |
| 1962 | Fino alla fine                                                  | Franco Migliacci (Camucia)                                       | Joaquin Prieto                                                | Donatella Moretti                                |
| 1962 | Attento a te                                                    | Franco Migliacci                                                 | Enrico Polito                                                 | Donatella Moretti, Ornella Vanoni                |
| 1962 | Fatti mandare dalla mamma a prendere il latte                   | Franco Migliacci                                                 | Luis Bacalov                                                  | Gianni Morandi                                   |
| 1962 | Come te non c'è nessuno                                         | Franco Migliacci                                                 | Enrico Polito e Oreste Vassallo                               | Rita Pavone                                      |
| 1963 | Pel di carota                                                   | Franco Migliacci                                                 | Ennio Morricone                                               | Rita Pavone                                      |
| 1963 | È colpa mia (All by myself alone)                               | Franco Migliacci (Camucia), Linda Gertz                          | Linda Gertz                                                   | Gianni Morandi                                   |
| 1963 | Ho chiuso le finestre                                           | Franco Migliacci                                                 | Luis Bacalov                                                  | Gianni Morandi                                   |
| 1963 | Dal più profondo di quest'anima                                 | Franco Migliacci                                                 | Ennio Morricone                                               | Gian Montaldo                                    |
| 1963 | Meglio stasera                                                  | Franco Migliacci                                                 | Henry Mancini                                                 | Miranda Martino                                  |
| 1963 | Verrà la luna                                                   | Franco Migliacci e Gianni Meccia                                 | Piero Umiliani                                                | Gianni Meccia                                    |
| 1963 | Sole non calare mai                                             | Franco Migliacci e Gianni Meccia                                 | Piero Umiliani                                                | Gianni Meccia                                    |
| 1963 | La mia ragazza                                                  | Franco Migliacci                                                 | Gianni Meccia                                                 | Gianni Morandi                                   |
| 1963 | Che m'importa del mondo                                         | Franco Migliacci                                                 | Luis Bacalov                                                  | Rita Pavone                                      |
| 1963 | Pussy                                                           | Franco Migliacci                                                 | Luis Bacalov                                                  | Jimmy Fontana                                    |
| 1963 | Chitarra disperata                                              | Franco Migliacci                                                 | Mario Rigual                                                  | Los Hermanos Rigual                              |
| 1963 | La più bella della spiaggia                                     | Franco Migliacci                                                 | Carlos Rigual                                                 | Los Hermanos Rigual                              |
| 1963 | Marcella                                                        | Franco Migliacci                                                 | Pedro Rigual                                                  | Los Hermanos Rigual                              |
| 1963 | Blanca como paloma                                              | Franco Migliacci                                                 | Guido Cenciarelli                                             | Los Hermanos Rigual                              |
| 1964 | Amico Piero                                                     | Franco Migliacci                                                 | Giulia De Mutiis                                              | Gianni Morandi                                   |
| 1964 | Ti ricordo col bikini                                           | Franco Migliacci                                                 | Enrico Polito                                                 | Gianni Morandi                                   |
| 1964 | Sono tanto solo                                                 | Franco Migliacci                                                 | Lee Morris                                                    | Gianni Morandi                                   |
| 1964 | In ginocchio da te                                              | Franco Migliacci                                                 | Bruno Zambrini                                                | Gianni Morandi                                   |
| 1964 | Per una notte no                                                | Franco Migliacci                                                 | Armando Trovajoli                                             | Gianni Morandi                                   |
| 1964 | Passo su passo                                                  | Franco Migliacci                                                 | Umberto Bindi                                                 | Claudio Villa, Peggy March                       |
| 1964 | Una rotonda sul mare                                            | Franco Migliacci                                                 | Pietro Faleni                                                 | Fred Bongusto                                    |
| 1964 | Non son degno di te                                             | Franco Migliacci                                                 | Bruno Zambrini                                                | Gianni Morandi                                   |
| 1964 | Quando sarai lontana                                            | Franco Migliacci                                                 | Ennio Morricone                                               | Gianni Morandi                                   |
| 1964 | Penso a te                                                      | Franco Migliacci                                                 | Ennio Morricone                                               | Catherine Spaak                                  |
| 1964 | Dà retta a me                                                   | Franco Migliacci                                                 | Annunzio Paolo Mantovani                                      | Giancarlo Guardabassi                            |
| 1964 | Sulla terra ho solo te                                          | Franco Migliacci                                                 | Annunzio Paolo Mantovani                                      | Giancarlo Guardabassi                            |
| 1964 | Gli occhi tuoi sono blu                                         | Franco Migliacci                                                 | Bruno Zambrini                                                | Peggy March                                      |
| 1964 | Ora che abbiamo litigato                                        | Franco Migliacci                                                 | Andrea Bernabini                                              | Peggy March                                      |
| 1964 | A Milano non crescono fiori                                     | Franco Migliacci                                                 | Gino Paoli                                                    | Gino Paoli                                       |
| 1964 | Le tue nozze                                                    | Franco Migliacci                                                 | Bruno Zambrini                                                | Edoardo Vianello                                 |
| 1964 | Tutto l'amore del mondo                                         | Franco Migliacci                                                 | Luis Bacalov                                                  | Rosy                                             |
| 1964 | L'ultimo appuntamento                                           | Franco Migliacci                                                 | Luis Bacalov                                                  | Miranda Martino                                  |
| 1964 | Io non ti ho saputo amare                                       | Franco Migliacci                                                 | Luis Bacalov                                                  | Giancarlo Guardabassi                            |
| 1964 | Vado da lei                                                     | Franco Migliacci                                                 | Luis Bacalov                                                  | Michele                                          |
| 1964 | Sulamente 'a mia (Solamente Mia)                                | Franco Migliacci                                                 | Bruno Zambrini                                                | Giancarlo Guardabassi                            |
| 1964 | Peccato che sia finita così                                     | Franco Migliacci                                                 | Udo Jürgens                                                   | Pierfilippi                                      |
| 1964 | Parliamo ancora                                                 | Franco Migliacci                                                 | Paul Anka                                                     | Paul Anka                                        |
| 1964 | Il tuo compleanno                                               | Franco Migliacci                                                 | Paul Anka                                                     | Paul Anka                                        |
| 1964 | Chissà cosa farà                                                | Franco Migliacci e Gianni Meccia                                 | Gianni Meccia                                                 | Gianni Morandi                                   |
| 1965 | Eh, brava!                                                      | Franco Migliacci                                                 | Paul Anka                                                     | Paul Anka                                        |
| 1965 | Il ballo della bussola                                          | Franco Migliacci                                                 | Bruno Zambrini e Enrico Ciacci                                | Dino                                             |
| 1965 | Se non avessi più te                                            | Franco Migliacci                                                 | Luis Bacalov e Bruno Zambrini                                 | Gianni Morandi                                   |
| 1965 | I ragazzi dello shake                                           | Franco Migliacci                                                 | Bruno Zambrini e Luis Bacalov                                 | Gianni Morandi                                   |
| 1965 | Un uomo tanto solo                                              | Franco Migliacci                                                 | Willie Nelson                                                 | Giancarlo Guardabassi                            |
| 1965 | L'amore gira                                                    | Franco Migliacci                                                 | Ennio Morricone                                               | Rosy                                             |
| 1965 | Ti vedo uscire                                                  | Franco Migliacci                                                 | Bruno Zambrini e Luis Bacalov                                 | Donatella Moretti                                |
| 1965 | Quello che si amano                                             | Franco Migliacci                                                 | Don Thomas                                                    | Gianni Meccia                                    |
| 1965 | Torna torna torna                                               | Franco Migliacci                                                 | Bruno Zambrini e Luis Bacalov                                 | Giancarlo Guardabassi                            |
| 1965 | Plip                                                            | Franco Migliacci                                                 | Gian Claudio Mantovani e Gianni Meccia                        | Rita Pavone                                      |
| 1965 | La casa del Signore                                             | Franco Migliacci                                                 | Artie Glenn                                                   | Bobby Solo                                       |
| 1966 | Mi vedrai tornare                                               | Franco Migliacci                                                 | Bruno Zambrini e Luis Bacalov                                 | Gianni Morandi                                   |
| 1966 | La fisarmonica                                                  | Franco Migliacci                                                 | Bruno Zambrini e Luis Bacalov                                 | Gianni Morandi                                   |
| 1966 | Notte di ferragosto                                             | Franco Migliacci                                                 | Bruno Zambrini e Luis Bacalov                                 | Gianni Morandi                                   |
| 1966 | C'era un ragazzo che come me amava i Beatles e i Rolling Stones | Franco Migliacci                                                 | Mauro Lusini                                                  | Gianni Morandi                                   |
| 1966 | Se perdo anche te                                               | Franco Migliacci e Gianni Meccia                                 | Neil Diamond                                                  | Gianni Morandi                                   |
| 1966 | Chiaro di luna sul mare                                         | Franco Migliacci                                                 | Bruno Zambrini e Luis Bacalov                                 | Donatella Moretti                                |
| 1966 | Povera piccola                                                  | Franco Migliacci                                                 | Bruno Zambrini e Gian Claudio Mantovani                       | Gianni Morandi                                   |
| 1966 | Era più di un anno                                              | Franco Migliacci                                                 | Bruno Zambrini e Luis Bacalov                                 | Donatella Moretti                                |
| 1967 | Un mondo d'amore                                                | Franco Migliacci                                                 | Bruno Zambrini e Sante Maria Romitelli                        | Gianni Morandi                                   |
| 1967 | Questa vita cambierà                                            | Franco Migliacci                                                 | Bruno Zambrini e Luis Bacalov                                 | Gianni Morandi                                   |
| 1967 | Dammi la mano per ricominciare                                  | Franco Migliacci                                                 | Bruno Zambrini e Luis Bacalov                                 | Gianni Morandi                                   |
| 1967 | Mille e una notte                                               | Franco Migliacci                                                 | Bruno Zambrini e Luis Bacalov                                 | Gianni Morandi                                   |
| 1967 | Di riffe e di raffe                                             | Franco Migliacci                                                 | Bruno Zambrini e Luis Bacalov                                 | Paolo Poli e I "Cantori moderni" di Alessandroni |
| 1967 | Botolabò                                                        | Franco Migliacci                                                 | Bruno Zambrini e Luis Bacalov                                 | Gianni Morandie Gianni Meccia                    |
| 1967 | Canzone del pinguino                                            | Franco Migliacci                                                 | Bruno Zambrini e Luis Bacalov                                 | Gianni Morandi e Franco Latini                   |
| 1967 | È dolce dare la buonanotte                                      | Franco Migliacci                                                 | Bruno Zambrini e Luis Bacalov                                 | Gianni Morandi                                   |
| 1967 | Mandalo giù                                                     | Franco Migliacci                                                 | Bruno Zambrini e Luis Bacalov                                 | Mina                                             |
| 1967 | Israel                                                          | Franco Migliacci                                                 | Bruno Zambrini e Ruggero Cini                                 | Gianni Morandi                                   |
| 1967 | Marianna del grand hotel                                        | Franco Migliacci                                                 | Piero Pintucci                                                | Gianni Morandi                                   |
| 1967 | Spaghetti a Detroit                                             | Franco Migliacci                                                 | Fred Bongusto                                                 | Fred Bongusto                                    |
| 1968 | La bambola                                                      | Franco Migliacci                                                 | Bruno Zambrini e Ruggero Cini                                 | Patty Pravo                                      |
| 1968 | Chimera                                                         | Franco Migliacci                                                 | Bruno Zambrini                                                | Gianni Morandi                                   |
| 1968 | Una sola verità                                                 | Franco Migliacci                                                 | Bruno Zambrini e Mauro Lusini                                 | Gianni Morandi                                   |
| 1969 | Ma che freddo fa                                                | Franco Migliacci                                                 | Claudio Mattone                                               | Nada e The Rokes                                 |
| 1969 | Il gioco dell'amore                                             | Franco Migliacci                                                 | Ivo Callegari                                                 | Caterina Caselli e Johnny Dorelli                |
| 1969 | Bada bambina                                                    | Franco Migliacci                                                 | Bruno Zambrini                                                | Little Tony e Mario Zelinotti                    |
| 1970 | Tutt'al più                                                     | Franco Migliacci                                                 | Piero Pintucci                                                | Patty Pravo                                      |
| 1970 | Che male fa la gelosia                                          | Franco Migliacci                                                 | Claudio Mattone                                               | Nada                                             |
| 1970 | Colpa dell'amore                                                | Franco Migliacci                                                 | Piero Pintucci                                                | Nada                                             |
| 1971 | Il cuore è uno zingaro                                          | Franco Migliacci                                                 | Claudio Mattone                                               | Nada e Nicola Di Bari                            |
| 1971 | Che sarà                                                        | Franco Migliacci e Jimmy Fontana                                 | Carlo Pes                                                     | José Feliciano e i Ricchi e Poveri               |
| 1971 | Ho visto un film                                                | Franco Migliacci e Ruggero Miti                                  | Ennio Morricone                                               | Gianni Morandi                                   |
| 1971 | Tredici ragioni                                                 | Franco Migliacci e Franca Evangelisti                            | Claudio Mattone                                               | Marisa Sacchetto                                 |
| 1971 | Per via aerea                                                   | Franco Migliacci e Jimmy Fontana                                 | Carlo Pes e Claudio Mattone                                   | Jimmy Fontana                                    |
| 1972 | Credo                                                           | Franco Migliacci                                                 | Claudio Mattone                                               | Mia Martini                                      |
| 1972 | Re di denari                                                    | Franco Migliacci                                                 | Claudio Mattone                                               | Nada                                             |
| 1973 | Piano piano, dolce dolce                                        | Franco Migliacci                                                 | Claudio Mattone                                               | Peppino di Capri                                 |
| 1974 | Il matto del villaggio                                          | Franco Migliacci                                                 | Claudio Mattone e Piero Pintucci                              | Nicola Di Bari                                   |
| 1975 | Sospetto                                                        | Franco Migliacci                                                 | Claudio Mattone                                               | Rita Forte                                       |
| 1975 | Diglielo al tuo Dio                                             | Franco Migliacci                                                 | Ennio Morricone                                               | Maria Carta                                      |
| 1975 | Come mia madre no                                               | Franco Migliacci                                                 | Claudio Mattone                                               | Rita Forte                                       |
| 1976 | E zitto zitto                                                   | Franco Migliacci                                                 | Claudio Mattone                                               | Rita Pavone                                      |
| 1977 | Ma volendo                                                      | Franco Migliacci                                                 | Claudio Mattone                                               | Rita Pavone                                      |
| 1978 | Pelle di serpente                                               | Franco Migliacci                                                 | Claudio Mattone                                               | Anna Oxa                                         |
| 1978 | Heidi                                                           | Franco Migliacci                                                 | Christian Bruhn                                               | Elisabetta Viviani                               |
| 1979 | Il grande Mazinger                                              | Franco Migliacci                                                 | Fabio Massimo Cantini                                         | Superobots                                       |
| 1981 | Ancora                                                          | Franco Migliacci                                                 | Claudio Mattone                                               | Eduardo De Crescenzo                             |
| 1981 | E va... e va...                                                 | Franco Migliacci                                                 | Claudio Mattone                                               | Alberto Sordi                                    |
| 1981 | Lupin (fisarmonica)                                             | Franco Migliacci                                                 | Franco Micalizzi                                              | Castellina Pasi                                  |
| 1981 | Blue Noah                                                       | Franco Migliacci                                                 | Superobots                                                    | Superobots                                       |
| 1981 | Gran Prix e il campionissimo                                    | Franco Migliacci                                                 | Vito Tommaso                                                  | Superobots                                       |
| 1981 | Daltanious                                                      | Franco Migliacci                                                 | Vito Tommaso e Alessandro Centofanti                          | Superobots                                       |
| 1981 | Più forte di me (Woman in love)                                 | Franco Migliacci, Barry Gibb, Robin Gibb e Maurice Gibb          | Barry Gibb, Robin Gibb e Maurice Gibb                         | Jairo                                            |
| 1982 | Beguine                                                         | Franco Migliacci                                                 | Jimmy Fontana                                                 | Jimmy Fontana                                    |
| 1982 | Che Paura mi fa                                                 | Franco Migliacci                                                 | Mauro Goldsand e Aldo Tamborrelli                             | I Mostriciattoli                                 |
| 1982 | Chobin                                                          | Franco Migliacci                                                 | Mauro Goldsand e Aldo Tamborrelli                             | Il Mago, la Fata e la Zucca Bacata               |
| 1982 | Superboy Shadaw                                                 | Franco Migliacci                                                 | Mauro Goldsand e Aldo Tamborrelli                             | Il Mago, la Fata e la Zucca Bacata               |
| 1982 | Fan Bernardo                                                    | Franco Migliacci                                                 | Mauro Goldsand e Aldo Tamborrelli                             | Il Mago, la Fata e la Zucca Bacata               |
| 1982 | Minutino                                                        | Franco Migliacci                                                 | Mauro Goldsand e Aldo Tamborrelli                             | Il Mago, la Fata e la Zucca Bacata               |
| 1983 | Carletto e i mostri                                             | Franco Migliacci                                                 | Asei Kobayashi                                                | I Mostriciattoli                                 |
| 1983 | Mr. baseball                                                    | Franco Migliacci                                                 | Mauro Goldsand e Aldo Tamborrelli                             | Happy Gang                                       |
| 1985 | Uno su mille                                                    | Franco Migliacci                                                 | Roberto Fia                                                   | Gianni Morandi                                   |
| 1985 | No east, No west                                                | Scialpi                                                          | Thoty e Franco Migliacci                                      | Scialpi                                          |
| 1985 | Menù                                                            | Franco Migliacci                                                 | Bruno Zambrini                                                | Patty Pravo                                      |
| 1986 | Bella età                                                       | Franco Migliacci                                                 | Scialpi, Roberto Zaneli                                       | Scialpi                                          |
| 1988 | Pregherei                                                       | Franco Migliacci e Scarlett                                      | Scialpi                                                       | Scialpi e Scarlett                               |
| 1991 | Forte più forte (Woman in love)                                 | Franco Migliacci                                                 | Barry Gibb e Robin Gibb                                       | Iva Zanicchi                                     |
| 1992 | L'uomo allo specchio                                            | Franco Migliacci                                                 | F. Palazzolo                                                  | Massimo Modugno                                  |
| 1993 | Delfini (Sai che c'è)                                           | Luigi Lopez                                                      | Franco Migliacci                                              | Massimo Modugno e Domenico Modugno               |
| 1993 | Caldo caldo caldo                                               | Franco Migliacci                                                 | Ernesto Migliacci                                             | Laura Migliacci e Roberta Carrano                |
| 1994 | Il tic (il ballo dei matti)                                     | Ernesto Migliacci                                                | Franco Migliacci                                              | Laura Migliacci e Roberta Carrano                |
| 1994 | T'appartengo                                                    | Franco Migliacci, Ernesto Migliacci e Francesco Migliacci Junior | Ernesto Migliacci, Stefano Acqua                              | Ambra Angiolini                                  |
| 1995 | Più di così                                                     | Fabrizio Carreresi, Franco Migliacci                             | Luca Bechelli e Luca Goldsands                                | Antonella Arancio                                |
| 1996 | Sarò bellissima                                                 | Franco Migliacci, Stefano Cenci                                  | Frattini, Silvi                                               | Adriana Ruocco                                   |
| 1996 | Manchi tu                                                       | Franco Migliacci                                                 | Claudio Mattone                                               | Syria                                            |
| 1996 | Mani nuove                                                      | Franco Migliacci & Stefano Zarfati                               | Stefano Zarfati                                               | Stefano Zarfati                                  |
| 1997 | Uguali uguali                                                   | Franco Migliacci e Francesco Migliacci Junior                    | Ernesto Migliacci e Roberto Zappalorto                        | Adriana Ruocco                                   |
| 2009 | Il mare nelle vene                                              | Franco Migliacci                                                 | Fabrizio Ronco                                                | Giuliana Danzè                                   |
| 2009 | Grazie a te                                                     | Franco Migliacci                                                 | Ernesto Migliacci                                             | Marco Carta                                      |
| 2010 | Mamma che buon profumino                                        | Franco Migliacci                                                 | Andrea Casamento & Ernesto Migliacci                          | sigla della trasmissione La prova del cuoco      |
| 2011 | L'Italia è patria, è libertà                                    | Mariella Nava                                                    | Franco Migliacci                                              | Mariella Nava                                    |
| 2012 | Quanto mi dai                                                   | Franco Migliacci e Zorama                                        | Zorama Mariano Rongo, Gennaro Pasquariello, Jimmi Tamborrelli | Zorama e Jen & Spider of Resurrextion            |
| 2014 | Chicopez                                                        | Victoria Eugenia Martinez, Franco Migliacci e Andrea Casamento   | Andrea Casamento                                              | Ines Rizzo e Beatrice Mezzetti                   |
| 2017 | L'amore ci dà due ali                                           | Franco Migliacci                                                 | Giorgio Costantini                                            | Ilaria De Rosa e Giorgio Adamo                   |

## Filmografia

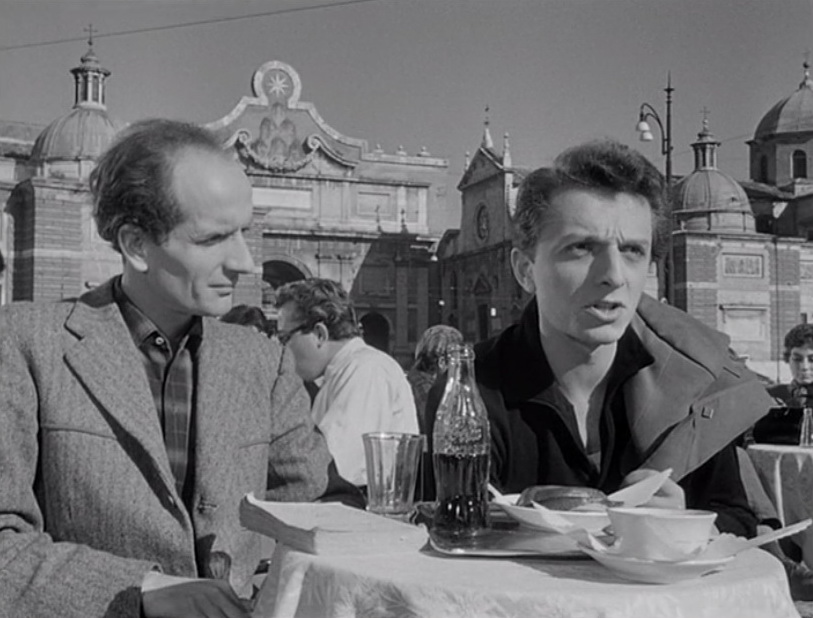
Fernando Cerulli e Franco Migliacci in una scena del film L'arte di arrangiarsi

- Carica eroica, regia di Francesco De Robertis (1952)
- Il viale della speranza, regia di Dino Risi (1953)
- Villa Borghese, regia di Gianni Franciolini (1953)
- Ci troviamo in galleria, regia di Mauro Bolognini (1953)
- Amori di mezzo secolo, regia di Pietro Germi (1954)
- L'arte di arrangiarsi, regia di Luigi Zampa (1954)
- Di qua, di là del Piave, regia di Guido Leoni (1954)
- Non scherzare con le donne, regia di Giuseppe Bennati (1955)
- Serenata al vento, regia di Luigi De Marchi (1956)
- Noi siamo le colonne, regia di Luigi Filippo D'Amico (1956)
- Una voce, una chitarra, un po' di luna, regia di Giacomo Gentilomo (1956)
- Ho amato una diva, regia di Luigi De Marchi (1957)
- Vivendo cantando... che male ti fò?, regia di Marino Girolami (1957)
- Giovane canaglia, regia di Giuseppe Vari (1958)
- Ladro lui, ladra lei, regia di Luigi Zampa (1958)
- Nel blu dipinto di blu, regia di Piero Tellini (1959)
- Tutto è musica, regia di Domenico Modugno (1963), soggetto e sceneggiatura
- Per amore... per magia..., regia di Duccio Tessari (1967) - sceneggiatura
- Heidi a scuola, regia di Isao Takahata (1972) - musiche

## Prosa televisiva Rai
- Il cavaliere senza armatura di Italo Calvino, con Jolanda Verdirosi, Carlo D'Angelo, Carlo Lombardi, Marisa Fabbri, Silvio Bagolini, Roberto Bertea, Luigi Pavese, Valeria Moriconi, Gianni Pincherle, Vira Silenti, Franco Migliacci, regia di Guglielmo Morandi, trasmessa il 18 gennaio 1957.